# Euphyia rilica
Euphyia rilica är en fjärilsart som beskrevs av Louis Beethoven Prout 1938. Euphyia rilica ingår i släktet Euphyia och familjen mätare. Inga underarter finns listade i Catalogue of Life.